# Марі Бонапарт
Принцеса Марі Бонапарт (фр. Marie Bonaparte, 2 липня 1882, Сен-Клу — 21 вересня 1962, Сен-Тропе) — французька аристократка, письменниця, перекладачка, психоаналітикиня, учениця Зігмунда Фрейда, піонерка психоаналізу у Франції. Принцеса Грецька і Данська.

## Життєпис
Народилася в родині відомих французьких аристократів. Батько принц Ролан Бонапарт (19 травня 1858 — 14 квітня 1924), мати Марія-Фелікс Бланк (1859—1882). Мати померла від емболії незабаром після народження Марії, залишивши половину свого 8,4 млн статку своєму чоловікові, а половину — дочці. Правнучка Люсьєна Бонапарта (брата імператора Наполеона Бонапарта), Марі успадкувала чималі статки від діда по матері, Едмона Блана (англ. Edmond Blanc) — успішного бізнесмена, одного з забудовників Монте-Карло.
Жила з батьком, відомим географом і ботаніком, у Парижі та в різних родинних маєтках.
21 листопада 1907 року в Парижі одружилась з принцом Грецьким і Данським Георгом, сином короля Греції Георг I (король Греції). Отримала титул Принцеси Греції та Данії.
2 червня 1952 року з чоловіком представляла свого племінника короля Греції Павла I під час коронації Єлизавети II у Лондоні.
Померла від лейкемії в Сен-Тропе 21 вересня 1962 року. Кремована в Марселі, попіл поховано в могилі її чоловіка, принца Георга в Татої, поблизу Афін.

## Наукова діяльність
Була ученицею З. Фрейда й практикувала психоаналіз аж до своєї смерті в 1962 році, займалась розробкою та вивченням психоаналізу. Написала кілька книг з психоаналізу, переклала роботи Фрейда французькою. Заснувала Французький інститут психоаналізу (Société Psychoanalytique de Paris, SPP) в 1926 році.

## Також
- Жінки у психології
- Феміністична психологія